# Капелла Святой Троицы (Кентерберийский собор)
Капелла Святой Троицы в восточной части Кентерберийского собора является объектом Всемирного наследия ЮНЕСКО. Она была построена под надзором мастеров-каменщиков Уильяма Сэнса и Вильгельма Английского как место упокоения мощей святого Томаса Бекета. Капелла быстро стала одним из самых популярных мест паломничества в Англии.

## Происхождение
Капелла была пристроена между 1179 и 1184 годами заменив намного меньшую капеллу с тем же названием, разрушенную огнем вместе с большей частью остального хора собора в 1174 году. Её предшественница располагалась там, где Бекет провёл свою первую мессу после его интронизации в качестве архиепископа Кентерберийского.

## Томас Бекет
В 1220 году останки Бекета были перенесены из его первой гробницы в новопостроенную капеллу. В результате этого события капелла стала главным местом паломничества, вдохновив Джеффри Чосера написать «Кентерберийские рассказы» в 1387 году. Маршруты паломников (например, из Саутуорка (маршрут Чосера) и Путь паломника в /из Винчестера) сходились на соборе. Капелла Бекета стояла до тех пор, пока не была разрушена в 1540 году. Это было сделано по приказу короля Генриха VIII в качестве мести за его предка Генриха II. Король также уничтожил кости Беккета и приказал уничтожить все упоминания его имени. Место, где стояла святыня в капелле, сегодня отмечено зажжённой свечой. Современные архиепископы Кентерберийские празднуют Евхаристию в этом месте, чтобы ознаменовать мученичество Беккета и перенос его останков из их первого места захоронения в эту капеллу.

## Башня Корона
Считается, что Башня Короны (также известная как «Корона Беккета») — круглая структура в восточном конце капеллы, получила свое название благодаря тому, что в ней хранится реликвия — корона головы св. Томаса. Тем не менее, Роберт Уиллис в своей «Архитектурной истории Кентерберийского собора» (1845) отверг эту идею, заявив, что корона была словом, применявшимся к восточным апсидам многих церквей средневекового периода. Однако в своем отчете о посещении собора до разрушения святыни, Эразм Роттердамский писал, что голова святого была показана в склепе.
Записи о ценных дарах, сделанных там паломниками в 13-м веке, однако, указывают на то, что в Короне в самом деле находились мощи Святого Томаса. Мощи Святого Одо и Святого Уилфреда также впоследствии были помещены в капеллу.